# Félix Javier Martínez
Félix Javier Martínez Rubio (Santander, 9 de octubre de 1970) es un deportista español que compitió en duatlón. Ganó una medalla en el Campeonato Europeo de Duatlón de 2008, y tres medallas en el Campeonato Mundial de Duatlón de Larga Distancia entre los años 1999 y 2001.

## Palmarés internacional
| Campeonato Europeo | Campeonato Europeo | Campeonato Europeo | Campeonato Europeo |
| Año                | Lugar              | Medalla            | Prueba             |
| ------------------ | ------------------ | ------------------ | ------------------ |
| 2008               | Serres ( Grecia)   | Medalla de plata   | Relevos            |

| Campeonato Mundial | Campeonato Mundial     | Campeonato Mundial | Campeonato Mundial |
| Año                | Lugar                  | Medalla            | Prueba             |
| ------------------ | ---------------------- | ------------------ | ------------------ |
| 1999               | Zofingen ( Suiza)      | Medalla de bronce  | Individual         |
| 2000               | Pretoria ( Sudáfrica)  | Medalla de plata   | Individual         |
| 2001               | Venray ( Países Bajos) | Medalla de plata   | Individual         |